# Mechmont
Mechmont é uma comuna francesa na região administrativa de Occitânia, no departamento de Lot. Estende-se por uma área de 6,71 km². Em 2010 a comuna tinha 130 habitantes (densidade: 19,4 hab./km²).